# Segler (Vögel)
Die Segler (Apodidae) sind eine Vogelfamilie aus der Ordnung der Seglervögel (Apodiformes). Segler ähneln in Gestalt und Lebensweise den Schwalben, sind aber mit ihnen nicht näher verwandt; es handelt sich dabei um konvergente Evolution.
Keine andere Vogelfamilie ist so konsequent an das Leben in der Luft angepasst wie die der Segler. Alle Arten sind schnelle Dauerflieger, die größeren Arten erreichen dabei im horizontalen Flug Geschwindigkeiten von über 150 km/h. Die Vögel ernähren sich von Insekten und Spinnentieren, die in der Luft gefangen werden. Selbst das Nistmaterial wird fast ausschließlich im Flug gesammelt; manche Arten übernachten auch in der Luft. Die meisten Arten leben in den Tropen; außerhalb der Tropen sind Segler vorwiegend Langstreckenzieher und überqueren den Äquator während des Zuges.
Die Familie mit ihren etwas über 90 Arten wird in zwei Unterfamilien gegliedert, die größere der beiden nochmals in drei Tribus, so dass sich vier wesentliche Gruppen ergeben: Die Unterfamilie Cypseloidinae (ursprüngliche, amerikanische Segler) sowie die Tribus Collocaliini (Salanganen), Chaeturini (Stachelschwanzsegler) und Apodini (typische Segler).
Der Mauersegler (Apus apus) ist der bekannteste und mit Abstand am besten erforschte Segler. Er ist die einzige Art, die in Europa eine flächendeckende Verbreitung hat. In Mitteleuropa nutzt er heutzutage fast ausschließlich vom Menschen geschaffene Nistplätze, meist brütet er in mehrgeschossigen Steinbauten. Im Hochsommer sind die geselligen Mauersegler, wie auch viele andere Segler, im Luftraum über den Städten mit ihren schrillen Rufen sehr auffällig.
Einige Salanganenarten Südostasiens verfügen über die bei Vögeln außergewöhnliche Fähigkeit der Echoortung. Sie können sich damit in den weit verzweigten Höhlensystemen zurechtzufinden, wo ihre Nistplätze liegen. Die Nester einiger dieser Arten werden für die sogenannte Schwalbennestersuppe verwendet, eine Delikatesse der Chinesischen Küche, was Schutzmaßnahmen erforderlich macht, um weitere Bestandsrückgänge zu verhindern.

## Merkmale

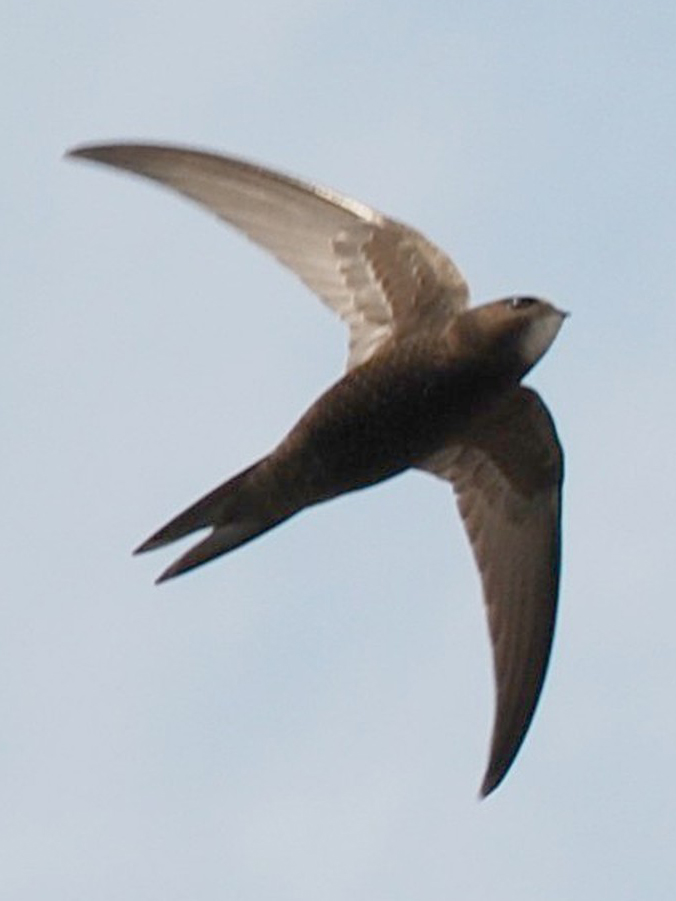
Mauersegler (Apus apus)

### Morphologie und Anatomie
Das auffälligste Merkmal der Segler ist ihre offenkundig für das Fliegen mit hohen Geschwindigkeiten geeignete Gestalt. Dieser Eindruck entsteht durch ihren länglichen, stromlinienförmigen Körper mit kurzem Hals, den nach vorn gestreckten Kopf und vor allem durch die langen, schlanken, bei den meisten Arten sichelförmigen Flügel. Der Schnabel ist kurz und breit, zweckdienlich bei der Luftjagd nach Kleintieren. Die relativ großen Augen werden bei allen Arten durch eine oberhalb des Auges vorstehende, feine pinselartige Federreihe geschützt.
Das Gefieder ist meist dunkel, häufig schwarz, bei vielen Arten aber auch dunkelgrau oder braun. Häufig finden sich hellere oder weiße Gefiederteile, insbesondere weisen viele Arten einen hellen Kehlfleck oder Bürzel auf. Ein buntes Gefieder zeigt keine der Arten, lediglich die rötlichen Kehlen des Rothals- und Orangekehlseglers – zweier nahe verwandter, südamerikanischer Segler der Gattung Streptoprocne – zeigen eine Tendenz zu auffälliger Färbung. Viele Arten haben ein stark glänzendes Gefieder, manche davon mit einem bläulichen oder grünlichen Schimmer. Die Funktion dieses bei allen Seglern zumindest in frisch vermausertem Gefieder vorhandenen Gefiederglanzes ist unklar, möglicherweise ist die dadurch erhöhte Albedo (Reflexionsvermögen) zum Schutz des Gefieders vorteilhaft, da die Vögel als Luftjäger verhältnismäßig lang der Sonne ausgesetzt sind – auch die meisten Schwalbenarten zeigen einen solchen Glanz.

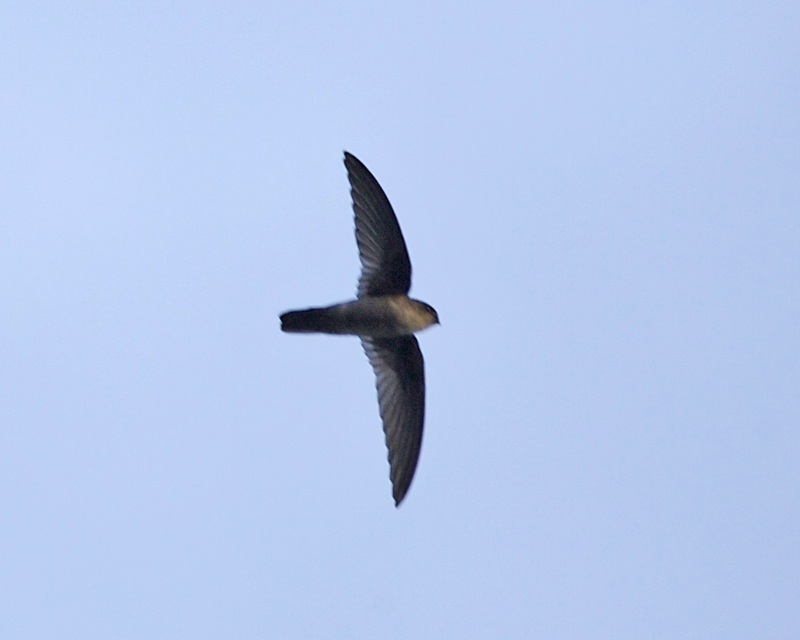
Einfarbsalangane (Aerodramus vanikorensis)

Der kurze, kräftige Klammerfuß mit seinen scharfen Krallen und der sehr kurze Lauf eignen sich hervorragend, um sich an senkrechten Oberflächen festzuklammern, was durch die steifen Schwanzfedern unterstützt wird. Zur Fortbewegung am Boden dagegen eignen sich die Füße der Segler kaum – auf Zweigen können sie nicht sitzen, nur daran hängen. Fast alle Segler haben vier Zehen, mit Ausnahme der Papuasalangane (Aerodramus papuensis), der die erste Zehe fehlt. Bei vielen Arten sind einige der Zehen wendbar, an glatten Flächen können dabei alle vier Zehen nach vorne gerichtet werden. Diese Stellung der Zehen ist vor allem auch bei Museumsexemplaren zu beobachten – deshalb wurde den Seglern eine pamprodactyle Zehenanordnung unterstellt, funktional ist sie aber eigentlich eher heterodactyl.
Die Form des vergleichsweise kurzen Schwanzes ist bei den verschiedenen Seglerarten recht unterschiedlich. Insbesondere bei den typischen Seglern (Apodini) ist eine Schwanzgabelung weit verbreitet, während die Salanganen nur einen leicht eingekerbten Schwanz zeigen. Bei den Stachelschwanzseglern (Chaeturini) wiederum ragen die Federkiele der Steuerfedern über die Fahnen hinaus. Diese über das Ende der recht kurzen, gerade abgeschnittenen oder gerundeten Schwänze hinausragenden „Schwanzdornen“ unterstützen die Vögel bei der Fortbewegung an glatten Oberflächen. Sowohl die gegabelten Schwänze als auch die Schwanzdornen sind dabei aerodynamisch vorteilhaft, da sie die Luftverwirbelung mindern. Segler haben meist zehn Steuerfedern, eine prominente Ausnahme ist der Mauersegler mit zwölf.
Die Größenunterschiede innerhalb der Familie sind deutlich, die kleinsten Arten wiegen knapp 8 Gramm, die größten Arten übertreffen Amseln und wiegen bis zu 180 Gramm.

### Flug

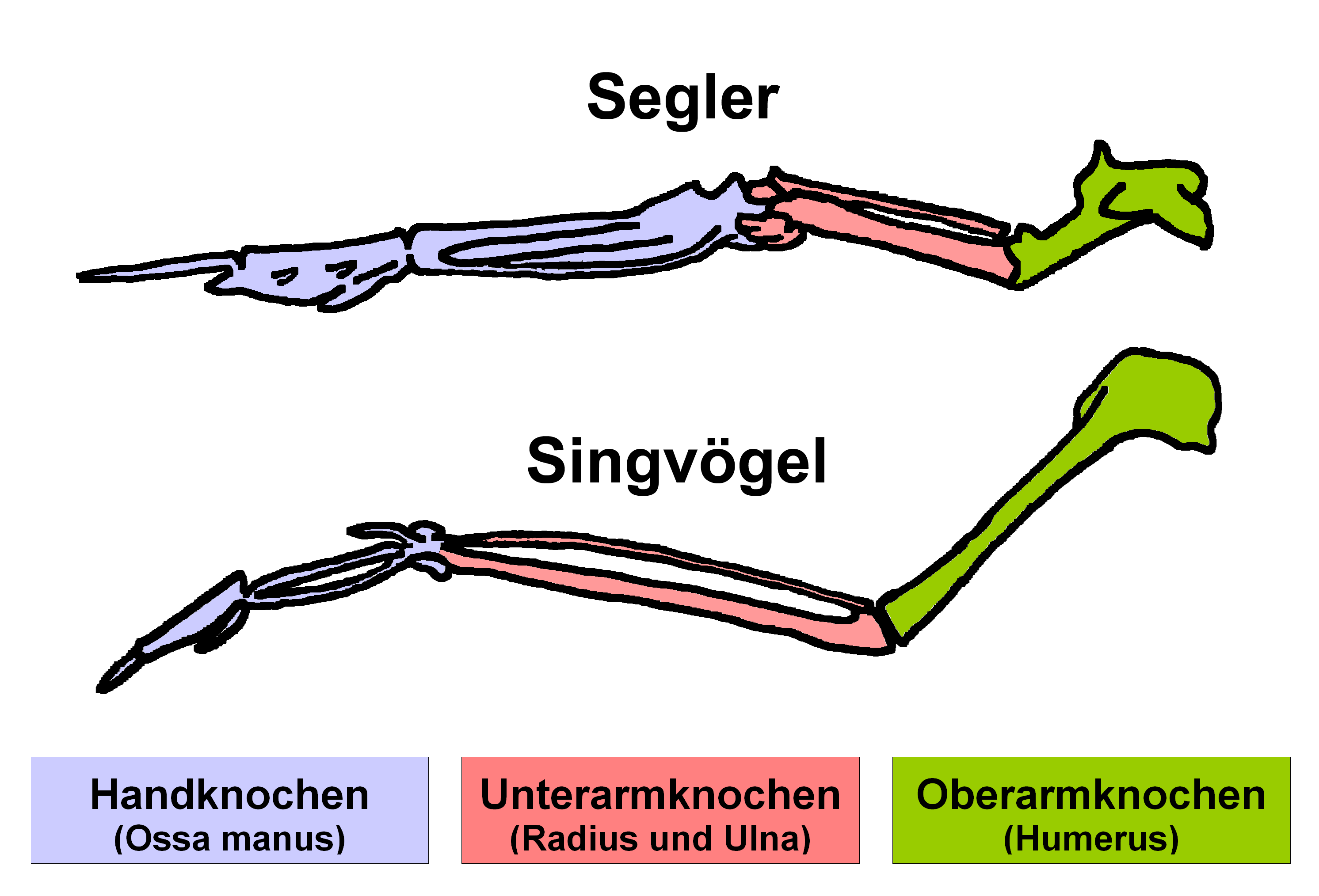
Knochen des Flügels von Seglern im Vergleich zu Singvögeln

Die bei Vögeln einmalige, lange und schlanke Flügelform erzeugt vor allem während des häufig zu beobachtenden Schlagflugs starken Auf- und Vortrieb. Insofern mag die Bezeichnung „Segler“ etwas übertrieben sein, aber auch der Gleitflug ist höchst effektiv, was der Vergleich der Stoffwechselraten während des Fluges mit anderen Vogelarten zeigt. Die Flügel haben neun oder zehn Handschwingen sowie acht bis elf dicht angeordnete, recht kurze Armschwingen. Die Knochen der Hand leisten bei Seglern einen überproportionalen Beitrag zur Flügellänge, was sich auch am deutlichen Längenunterschied zwischen Hand- und Armschwingen widerspiegelt. Die längste Handschwinge kann dreimal so lang sein wie die kürzeste Armschwinge – im Vergleich zur lediglich doppelten Länge bei den eine ähnliche ökologische Nische besetzenden Schwalben.
Die Flügelform ermöglicht den Seglern hohe Fluggeschwindigkeiten. Als schnellster Segler gilt der Stachelschwanzsegler (Hirunsapus caudacutus) mit 170 km/h im horizontalen Schlagflug, nach derzeitigem Kenntnisstand ist er damit in dieser Disziplin sogar der schnellste Vogel der Welt. Verglichen mit anderen in ähnlicher Weise Luftjagd betreibenden Vögeln wie den Schwalben fehlt es den Seglern allerdings an Manövrierfähigkeit, sie sind nicht in der Lage, mit niedriger Geschwindigkeit zu fliegen.

### Mauser

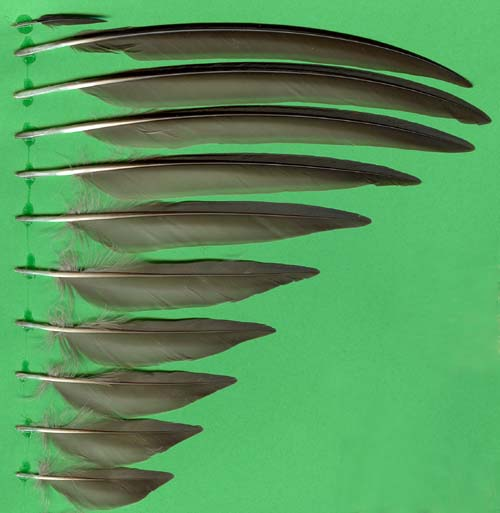
Handschwingen des Mauerseglers

Bei vielen ziehenden Arten beginnt die Jahresmauser bei der Ankunft im Winterquartier. Bei anderen Seglern kann die Mauser schon im Brutgebiet beginnen und wird dann während des Zuges unterbrochen und im Winterquartier vollendet. Andere Arten, insbesondere die der Gattung Chaetura, wechseln ihr Gefieder während der Brutzeit.
Vom Mauersegler kennt man eine Besonderheit, die vermutlich auch für andere in gemäßigten Breiten brütende Seglerarten zutrifft: Nach dem Ausfliegen wechseln die Jungvögel ihr Gefieder nur teilweise, so dass die Schwungfedern erst beim zweiten Aufenthalt im Winterquartier nach eineinhalb Jahren erneuert werden. Da obendrein nicht bei jeder Mauser die äußersten Handschwingen gewechselt werden, kann es sein, dass diese Federn erst nach zweieinhalb Jahren vermausert werden.
Eine genaue Kenntnis der Mauserzyklen ist für die Bestimmung der Seglerarten nicht unbedingt nötig, allerdings kann die dabei auftretende Änderung der Flügelform durchaus Verwirrung stiften. Vertreter der Gattung Apus können beispielsweise während der Mauser eine Flügelform zeigen, die an die Stachelschwanzsegler (Chaeturini) erinnert.

### Lautäußerungen
Segler sind sehr ruffreudig, besonders während der Brutzeit. Zu den warmen Sommerabenden vieler mitteleuropäischer Städte gehören die hohen, schrillen Schreie der Mauersegler, die sogar den Verkehrslärm übertönen können. Die Rufe der meisten Seglerarten klingen recht ähnlich, ermöglichen aber – zumindest beim Mauersegler – die Unterscheidung der Geschlechter. Erich Kaiser hat 1997 herausgefunden, dass beim sogenannten „Duettieren“ am Brutplatz, bei dem ein Paar gemeinschaftlich ein swii-rii von sich gibt, das hellere swii vom Weibchen und das etwas tiefere rii vom Männchen stammt. Auf Partnersuche befindlichen Seglern, die den Eingang einer Bruthöhle anfliegen, wird mittels dieses Duetts auch angezeigt, ob sie ein potentieller Kandidat zur Gründung einer Familie sein können. Erich Kaiser vermutet, dass auch die anderen der vielen keinen äußerlichen Geschlechtsdimorphismus zeigenden Seglerarten, die dunkle Nistplätze bevorzugen, ihr Geschlecht auf diese Weise akustisch identifizieren.

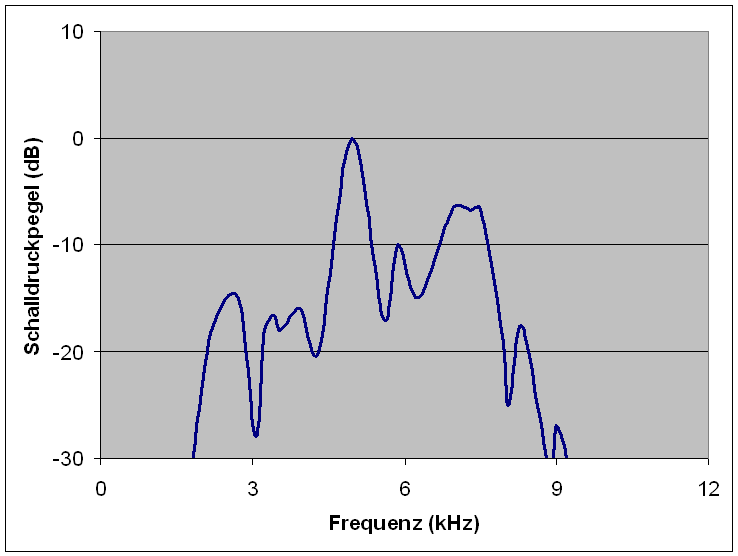
Frequenzspektrum des Klicklauts der Atiusalangane (Aerodramus sawtelli)

Eine weitere sehr außergewöhnliche Anpassung der Segler sind die Klicklaute zur Echoortung, die vor allem bei vielen Salanganenarten zu vernehmen sind. Bei den Vögeln ist diese Fähigkeit sonst nur vom südamerikanischen Fettschwalm (Steatornis caripensis) bekannt. Die Klicklaute der Segler liegen im hörbaren Frequenzbereich des Menschen, sie wurden verglichen mit dem Geräusch, wenn man mit dem Finger über die Zinken eines Kamms fährt. Die Echoortung ermöglicht den Seglern, sich in tiefen, weit verzweigen Höhlensystemen zurechtzufinden. Aufgrund der niedrigeren Frequenz gegenüber den Ultraschall verwendenden Fledermäusen ist die Auflösung nicht ausreichend, um in der Dunkelheit Insekten zu jagen. Möglicherweise können die Segler dadurch aber länger als andere Luftjäger in der Dämmerung aktiv bleiben, bevor sie ihre in den Höhlen befindlichen Brut- und Schlafplätze aufsuchen.
Die Klicklaute werden wie die anderen Lautäußerungen der Vögel von der Syrinx (Stimmkopf) erzeugt und umfassen einen großen Frequenzbereich, die maximale Intensität liegt zwischen 2 und 8 Kilohertz. Die Dauer eines Klicks liegt zwischen einer und rund drei Millisekunden. Bis auf zwei Arten geben alle Salanganen nicht nur einen, sondern zwei Laute in kurzer Folge von sich, typischerweise im Abstand von etwa 17 Millisekunden, der zweite ist dabei lauter. Bei der Länge der Pausen sind artspezifische Unterschiede zu erkennen, es gibt aber auch große intraspezifische Abweichungen.

## Verbreitung, Wanderungen und Lebensraum

### Verbreitung

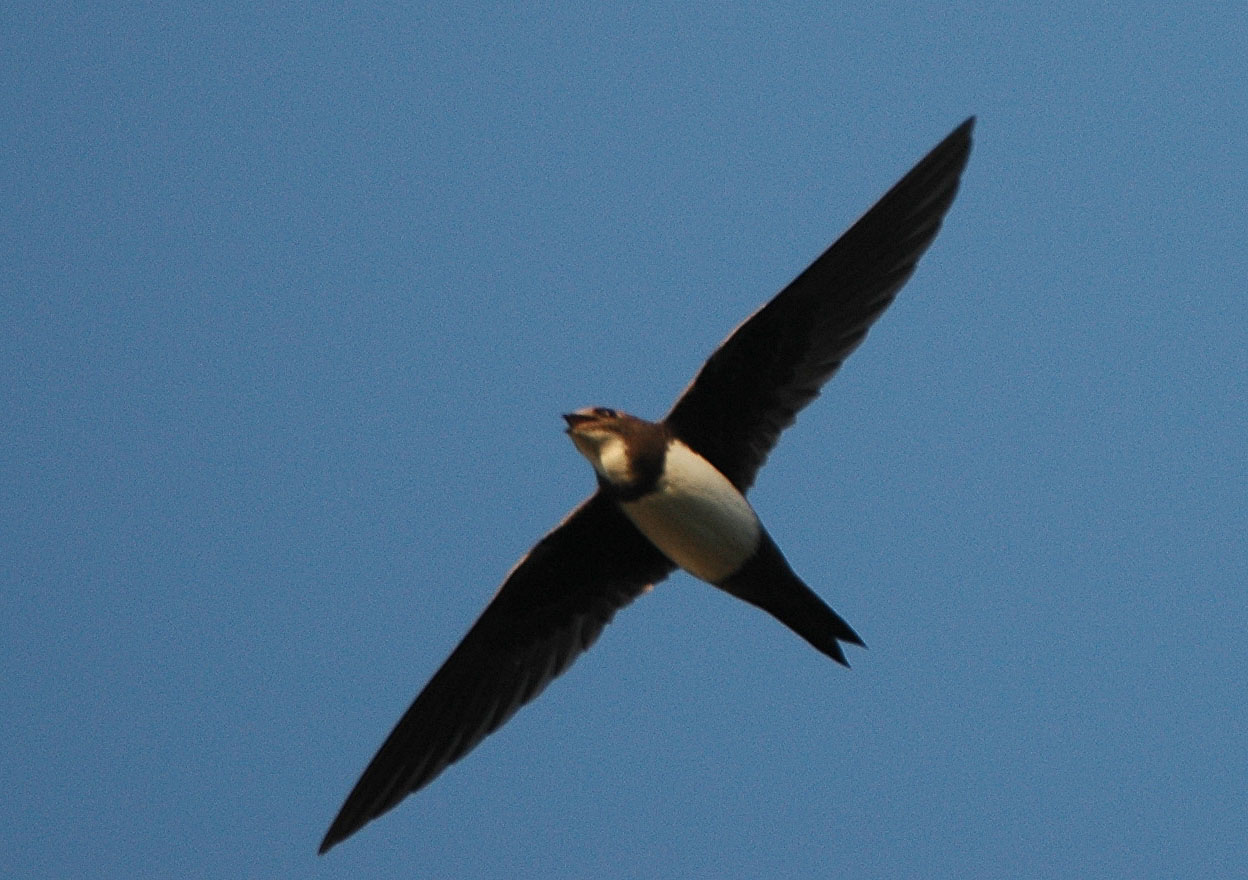
Der Alpensegler, neben dem Mauersegler die einzige weitere in Mitteleuropa vorkommende Seglerart

Segler kommen weltweit mit Ausnahme der Polarregionen und der hohen Breiten vor. Die meisten Arten sind dabei in den Tropen beheimatet. Außer wenigen Inselgruppen werden alle Gebiete der Welt, die für Segler geeignete Lebensräume bieten, von diesen auch besiedelt.
In der Westpaläarktis, zu der Europa zählt, ist der Mauersegler fast überall verbreitet. Weiterhin kommen in dieser Faunenregion sechs Seglerarten vor, die alle der Tribus Apodini angehören: Der Alpensegler (Tachymarptis melba) besiedelt hauptsächlich einen Gürtel zwischen den Alpen und dem Mittelmeer und kommt gebietsweise häufig vor. Rund um das Mittelmeer, vor allem in Nordafrika, kann der Fahlsegler (Apus pallidus) beobachtet werden. Isolierte Vorkommen auf einzelnen Inseln haben der Alexander- und Einfarbsegler (Apus alexandri und Apus unicolor). Der vorwiegend südlich der Sahara brütende Haussegler (Apus affinis) kommt hauptsächlich als Sommergast nach Nordafrika und auch in die Türkei sowie neuerdings Südspanien. Ebenfalls hauptsächlich Sommergast – teilweise auch Brutvogel – ist der Weißbürzelsegler (Apus caffer) in Nordafrika und auf der Iberischen Halbinsel.

### Wanderungen
Die stark saisonale Häufigkeit der Insekten in den gemäßigten Breiten macht den Großteil der außerhalb der Tropen brütenden Segler zu Langstreckenziehern. Innerhalb der Tropen ist eine nachbrutzeitliche Dispersion und saisonale Abwanderung in benachbarte Gebiete häufig zu beobachten, vor allem in andere Höhenlagen. Weiterhin sind tägliche Wanderungen bei der Nahrungssuche für diese Familie typisch, die Bandbreite der dabei zurückgelegten Entfernungen ist recht groß.
Alle über längere Strecken ziehenden Arten bilden normalerweise Schwärme. Dabei können in kurzer Zeit weite Strecken zurückgelegt werden, ein Alpensegler wurde im Abstand von drei Tagen an zwei 1620 Kilometern voneinander entfernten Orten angetroffen. Der Zug erfolgt auf breiter Front und auch nachts. An Meerengen bilden sich kaum Zugtrichter; im Gegenteil, man geht sogar davon aus, dass beispielsweise im Westen Nordamerikas brütende Schwarzsegler (Cypseloides niger) auf ihrem Weg nach Südamerika über den Pazifik abkürzen.
Wanderungen über weite Strecken finden aber nicht nur in jährlichem, saisonalem Rhythmus statt. Insbesondere vom Mauersegler und auch vom Schwarzsegler sind sogenannte Wetterfluchten bekannt. Dabei nutzen die Tiere beim Durchzug eines Tiefdruckgebiets die Zonen mit der besten Nahrungsverfügbarkeit aus und fliegen in möglichst kurzer Zeit durch Gebiete mit sehr schlechten Wetterbedingungen. Bei diesen Wanderungen können sich die Segler bis zu 2000 Kilometer von ihren Brutplätzen entfernen. An diesen Wetterfluchten beteiligen sich hauptsächlich Nichtbrüter, aber auch Brutvögel verlassen ihre Brut abhängig von den Wetterbedingungen; die Jungvögel fallen in dieser Zeit in eine Art Hungerstarre.

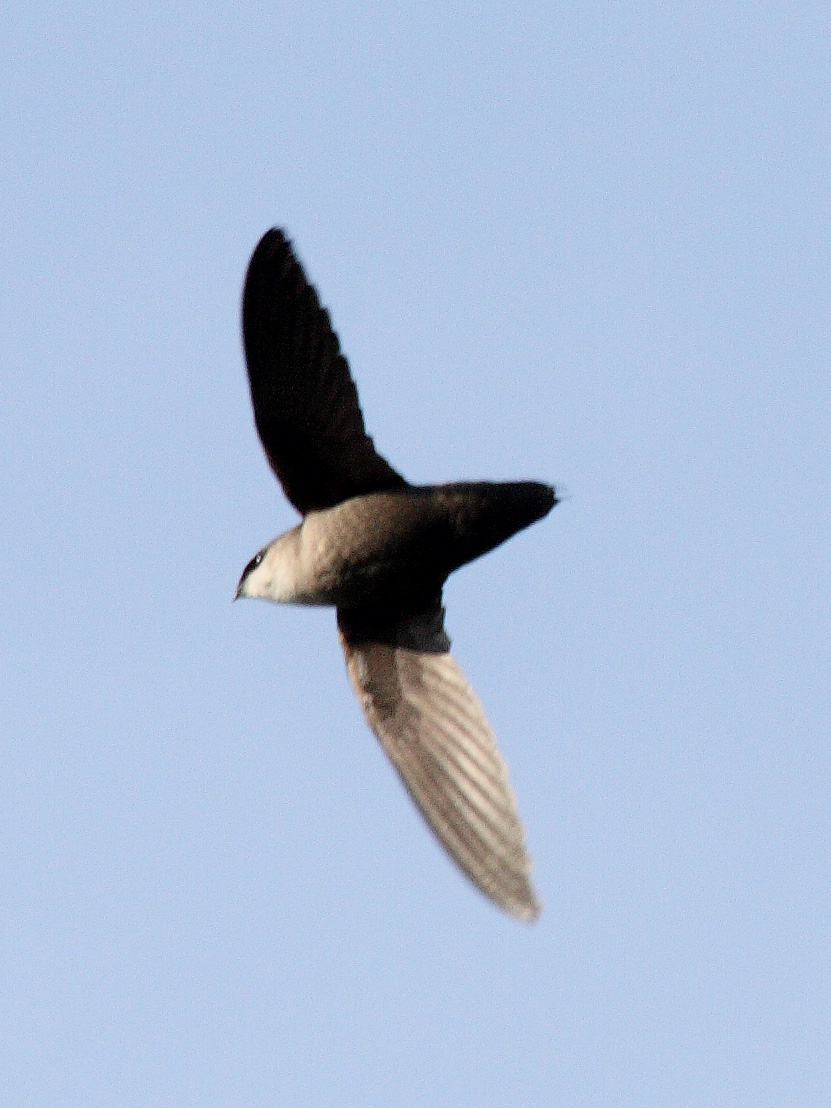
Schornsteinsegler (Chaetura pelagica), gelegentlicher Irrgast in Europa

Diese große Mobilität der Segler leistet sicher einen Beitrag zu ihrer nahezu weltweiten Verbreitung. In diesem Zusammenhang ist auch das Phänomen der Irrgäste von Bedeutung, für das es bei den Seglern einige Aufsehen erregende Fälle gibt. Beispielsweise gibt es häufig Irrgäste, die den Atlantik überqueren, und dies – im Gegensatz zu fast allen anderen Vogelfamilien – in beiden Richtungen: Mehrere Alpensegler wurden in der Karibik beobachtet; der Schornsteinsegler verirrt sich nicht selten nach Europa.

### Lebensraum
Die Ernährungsweise der Segler ist hoch spezialisiert, sie benötigen Gebiete, in denen sich in ausreichender Dichte verwertbare Insekten oder Spinnentiere in der Luft befinden. Andererseits bevorzugen Segler auch artspezifische, gut geschützte Nistplätze; diese beiden Bedürfnisse lassen sich oft nicht an einem Ort befriedigen und zwingen die Segler zu täglichen Wanderungen. Die Distanz ist dabei recht unterschiedlich, wobei kleinere Arten und Arten mit großer Gelegegröße auf eine geringere Distanz zwischen Brutplatz und den Gebieten mit ausreichender Dichte an „Luftplankton“ angewiesen sind. Da Wasser im Lebenszyklus vieler Insekten von besonderer Bedeutung ist, befinden sich auch die Lebensräume der Segler in der Nähe von Wasserflächen. Besonders deutlich wird das bei den Arten, die trockene Lebensräume im Landesinneren nutzen – wie beispielsweise dem Fahlsegler, der in der Sahara in der Umgebung von Oasen anzutreffen ist.
Der Mauersegler gilt als universeller Segler, was die Vielfalt der Lebensräume anbelangt. In seinem riesigen Brutgebiet, das einen Großteil der Paläarktis umfasst, ist er in verschiedenen Lebensräumen wie Wüsten, Dornstrauchsavannen, Steppen, landwirtschaftlichen Flächen, Vorstädten und den Zentren von Großstädten zu finden. Während des Übersommerns in Afrika südlich der Sahara kann er im Luftraum jedes Biotops angetroffen werden, auch über Wäldern, die von vielen Seglerarten gemieden werden. Die Biotopansprüche einiger anderer Seglerarten sind deutlich spezifischer; beispielsweise sind die Arten der Gattungen Cypsiurus und Tachornis fast immer in der Nähe von Palmen zu finden.

## Nahrung und Nahrungserwerb
Alle Segler ernähren sich ausschließlich von Insekten und Spinnentieren, die fast ausnahmslos in der Luft gefangen werden. Verschiedenartige Untersuchungen zählen übereinstimmend Bienen, Wespen, fliegende Ameisenstadien, Zweiflügler, Schnabelkerfen und Käfer zu den bedeutendsten Beutetieren.
Von einigen Arten werden stechende Insekten gemieden, wobei Insekten gefressen werden, die die Warnfärbung dieser imitieren. Eine Studie belegte auch, dass in der Nähe von Bienenstöcken jagende Mauersegler nahezu ausschließlich nicht stechende Drohnen verwerteten.
Die Segler zeigen beim Nahrungserwerb opportunistisches Verhalten, beispielsweise verwerten Halsbandsegler in Südamerika gezielt durch Buschfeuer aufgeschreckte Insekten. Segler scheinen nicht wählerisch, was bereits die in Europa für den Mauersegler nachgewiesene Zahl von 500 verschiedenen Arten von Beutetieren belegt, die tatsächliche Zahl dürfte weit höher liegen. Noch mehr verschiedene Beutetiere dürfte es für Segler in den Tropen geben. Eine solche Bandbreite wurde bei keinem anderen vergleichbaren Vogel bisher festgestellt. Anderseits ist die für die Segler gelegentlich gebrauchte Metapher der „fliegenden Staubsauger“ sicher übertrieben, es gibt auch Untersuchungen, die eine deutliche Diskrepanz zwischen dem verwertbaren Angebot und den tatsächlich in den Mägen oder Kotballen der Vögel vorgefundenen Beutetieren zeigen. Größere Vögel sind aufgrund ihres größeren Aktionsradius besser in der Lage, zeitlich begrenzte Massenvermehrungen von Insekten auszunutzen. Dies führt dazu, dass die Vielfalt der verwerteten Beute bei größeren Arten geringer als die der kleineren Arten sein kann.
Tendenziell jagen größere Arten in höheren Luftschichten als kleinere, insbesondere bei der Jagd im selben Gebiet. Dabei befinden sich die Vögel meist in deutlicher Höhe über dem Untergrund, auch wenn die Höhe von hundert Metern aufgrund der abnehmenden Dichte an Beutetieren meist eine Obergrenze darstellt, zumindest außerhalb der Tropen. Obwohl Segler nicht über die Manövrierfähigkeit der Schwalben verfügen, gibt es doch einige Arten, die auch direkt über den Baumwipfeln auf Nahrungssuche gehen. Bei wenigen Arten – beispielsweise beim Schornsteinsegler – wurde auch das für Segler recht ungewöhnliche Ablesen der Nahrung vom Laub der Bäume beobachtet. Die Abgrenzung der Ökologischen Nische beim Nahrungserwerb bei sympatrischen Seglerarten oder im gleichen Gebiet angesiedelten Schwalben erfolgt entweder durch den Höhenbereich oder bei der gemeinschaftlichen Jagd in gleicher Höhe durch die Größe der Beutetiere, die durch Größe und Form des Schnabels bestimmt wird.
Der Nahrungserwerb ist bei den meisten Arten an bestimmte Tageszeiten gebunden; viele Arten gehen hauptsächlich in den Abendstunden auf Nahrungssuche. Nur der Alpensegler und die Malabarsalangane wurden bei nächtlicher Jagd beobachtet, beide in der Nähe von künstlicher Beleuchtung. Beim Alpensegler vermutet man auch die Nahrungssuche in totaler Dunkelheit, möglicherweise ist diese bei den Seglern nicht so unüblich wie bisher angenommen.
Segler trinken regelmäßig, indem sie tief über einer Wasseroberfläche fliegen und den Unterschnabel eintauchen. Überraschenderweise bevorzugen sie dabei kleinere Wasserflächen, Insekten werden dabei auch gelegentlich von der Wasseroberfläche abgelesen.

## Fortpflanzung
Bei allen Seglern besteht eine Abhängigkeit zwischen der Brutzeit und der Verfügbarkeit von Insekten. In den Tropen führt das meist zur Brut während der Regenzeit, in den gemäßigten Breiten erfolgt die Aufzucht der Jungen während der Sommermonate. Die kürzere Zeitspanne der ausreichenden Nahrungsverfügbarkeit in den höheren Breiten ermöglicht dort nur eine Jahresbrut, während in den Klimazonen mit längerer Insektenfülle Zweitbruten die Regel sind. An der Aufzucht der Jungen beteiligen sich bei allen Seglern beide Geschlechter gleichermaßen.

### Neststandort und Nest

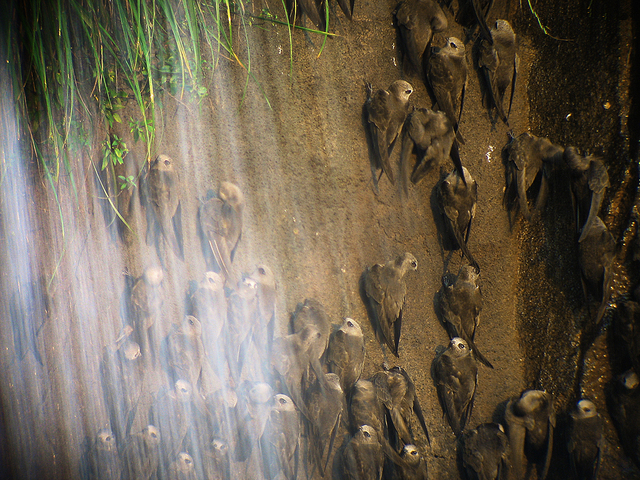
Die Nistplätze der Rußsegler (Cypseloides senex) sind besonders unzugänglich, sie liegen hinter Wasserfällen.

Segler bevorzugen für Nesträuber besonders unzugängliche Nistplätze, da sie sich kaum gegen Feinde verteidigen können. Die meisten Arten bevorzugen dunkle Orte. Dies ist besonders evident bei den zur Echoortung fähigen Salanganen, die oft weite Strecken in Höhlen bei totaler Dunkelheit zurücklegen. Trotz der großen Bandbreite der genutzten Nistplätze innerhalb der Familie haben die meisten Arten sehr spezifische Anforderungen. Bei vielen ist eine große Höhe über dem Boden und die Möglichkeit des freien An- und Abflugs vom Eingang der Bruthöhle ein entscheidender Faktor. Viele Seglerarten brüten in Kolonien, die groß und dicht gedrängt sein können. Von einigen Arten werden auch oder ausschließlich vom Menschen geschaffene Nistplätze verwendet, das heißt geeignete Flächen oder Hohlräume an Bauwerken.
Einige Seglerarten übernehmen auch Nester anderer Arten; besonders flexibel zeigt sich der Horussegler (Apus horus), der hauptsächlich Nester von Bienenfressern, Eisvögeln oder Schwalben übernimmt. Teilweise gibt es auch gewaltsame Übernahmen; hervorzuheben ist hierbei der Weißbürzelsegler (Apus caffer), der die Rotbrustschwalben dazu verleitet hat, Nistplätze in weniger als einem Meter über dem Boden zu bevorzugen. Dies zeigt auch, dass dieser Brutparasitismus entwicklungsgeschichtlich älteren Datums sein muss.
Das typische Seglernest ist eine flache, selbsttragende Schale, oft an einer senkrechten Oberfläche befestigt. Das Nistmaterial – hauptsächlich pflanzliche Bestandteile und Federn – wird meist im Flug mit dem Schnabel gesammelt, weshalb der Nestbau oft recht unstetig erfolgt; bei windigen Verhältnissen ist der Fortschritt am größten. Die meisten Segler verwenden Speichel, um das Nistmaterial zu verkleben, weshalb die Speicheldrüsen der Vögel während der Brutzeit vergrößert sind. Die Verwendung von Speichel erreicht bei den Salanganen ihr Extrem, insbesondere bei der Weißnestsalangane (Aerodramus fuciphagus), deren Nest ausschließlich aus Speichel besteht. Der Palmensegler (Cypsiurus parvus) verwendet Speichel zudem, um die Eier, die in vergleichsweise exponierter Stelle gelegt werden, mit dem Nest zu verkleben.
Es gibt bei einigen Arten deutliche Abweichungen vom klassischen Seglernest. Die Vertreter der Unterfamilie Cypseloidinae und möglicherweise auch die Stachelschwanzsegler (Chaturini) verwenden keinen Speichel beim Nestbau. Manche dieser Arten, die in den Tropen heimisch sind, kommen auch ohne den Bau eines Nests aus und nutzen eine Mulde im Untergrund des Nistplatzes. Vom typischen Seglernest weichen beispielsweise auch die Nester der beiden im tropischen Südamerika heimischen Panyptila-Arten deutlich ab: Deren Nester hängen von der Unterseite eines Zweiges oder eines überhängenden Felsens herab und bestehen aus einer Röhre, die bis zu 60 Zentimeter lang sein kann, wobei sich das Einflugloch am unteren Ende befindet. Die Eier liegen in einer Art Fach im oberen Teil dieses Baus.

### Balz und Paarung
Die Paarbindung bei den Seglern ist grundsätzlich sehr stark und die monogamen Partnerbeziehungen überdauern in fast allen untersuchten Fällen mehr als eine Saison. Dies ist in gewissem Umfang vermutlich auch auf die Nistplatztreue der Segler zurückzuführen. Bei den Zugvögeln treffen die Brutpartner des Vorjahres nicht gemeinsam am Nistplatz ein, und die Paarbindungen müssen zu Beginn der Saison erneuert werden. Die dabei von den Partnern gezeigten Verhaltensweisen ähneln anfänglich den Drohgebärden, die sie auch beim Eindringen eines fremden Vogels in die Nisthöhle zeigen.
Die vielfältigen Flugspiele der Segler wurden mehrfach untersucht, ihre Funktion ist häufig unklar und auch, inwieweit sie der Partnerfindung dienen. Insbesondere bei Schornsteinseglern ist direkt nach Ankunft im Brutgebiet häufig zu beobachten, wie sich Paare aus einem größeren Schwarm lösen und gemeinschaftlich einander verfolgend weiterfliegen. Später bilden sich oft Dreigruppen, bei denen zwei Vögel, vermutlich Männchen, einem Weibchen hinterherjagen. Während dieser Balzflüge zeigen die Vögel häufig eine V-Stellung der Flügel, bei der sich die Flügelenden über dem Rücken berühren können, was teilweise auch zu hören ist.
Zumindest für den Mauersegler gilt es als erwiesen, dass Kopulationen in der Luft stattfinden. Dabei landet das Männchen auf dem Rücken des verfolgten Weibchens, was typischerweise erst nach einigen Fehlversuchen gelingt, die möglicherweise zum Ritual gehören. Während des nur wenige Sekunden dauernden Kontakts verliert das Paar im Gleitflug rasch an Höhe, teilweise schlägt einer oder beide Vögel mit den Flügeln. Von anderen Seglerarten werden ähnliche, aber auch andere Abläufe beschrieben, die ebenfalls als Paarungen in der Luft gedeutet werden. Bei vielen Seglern wurden auch Begattungen am Nistplatz beobachtet, bei Salanganen hält man dies für die ausschließliche Möglichkeit. Auch beim Mauersegler finden nachweislich Begattungen in der Bruthöhle statt. Die evolutionäre Bedeutung der Luftbegattungen ist unklar.

### Gelege und Brut

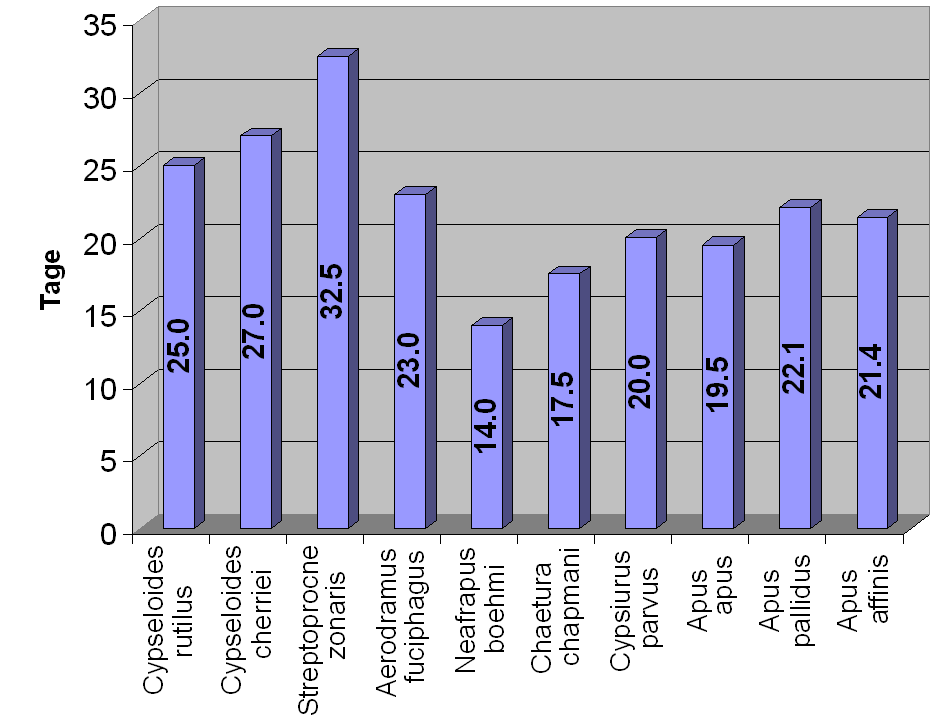
Brutdauer verschiedener Seglerarten

Die Eier aller Segler sind übereinstimmend weiß und matt. Sie sind in Relation zur Größe der Vögel klein, haben aber einen hohen Dotteranteil. Die Abmessungen der Eier reichen ungefähr von 15,5 × 10 Millimetern beim Gabelschwanzsegler bis zu 43 × 28,5 Millimetern beim Halsbandsegler. Die Gelegegröße ist sehr unterschiedlich: Nur ein Ei legen beispielsweise einige Salanganen, bis zu sieben oder mehr umfassen die Gelege einiger Chaetura- oder Hirundapus-Arten.
Bei vielen Arten besteht eine starke Abhängigkeit zwischen Gelegegröße und den Wetterbedingungen und damit dem Nahrungsangebot. Auch die bei den verschiedenen Gattungen recht unterschiedliche Brutdauer zeigt eine solche Abhängigkeit. Sie ist bei einigen in gemäßigten Breiten brütenden Seglern äußerst variabel, beispielsweise beim Mauersegler. Dabei sind die Eier bei witterungsbedingten Brutpausen gegen Auskühlung resistent.
Bei verschiedenen Untersuchungen wurde festgestellt, dass Bruten, denen zusätzliche Eier untergeschoben wurden, dadurch keinen größeren Bruterfolg erzielten. Dies zeigt, dass die Gelegegröße recht gut auf die jeweiligen Gegebenheiten abgestimmt ist, und auch, dass die Aufzucht der Brut für die Altvögel einen beträchtlichen Aufwand darstellt. Die australischen Queenslandsalanganen (Aerodramus terraereginae) haben dabei eine besondere Strategie entwickelt, die als Anpassung an stark unkalkulierbare Nahrungsverfügbarkeit und extremen Nahrungsmangel gewertet wird. Die Art hat zwei Jahresbruten mit jeweils einem Ei. Das zweite Ei, das 50 Tage nach dem ersten gelegt wird, wird dabei hauptsächlich vom Nestling der ersten Brut bebrütet. Möglicherweise brütet dieser auch während der Nacht, während die Altvögel anwesend sind. Nach dessen Ausfliegen übernehmen die Altvögel die restliche Bebrütung.
Beim amerikanischen Schornsteinsegler sind Bruthelfer keine Seltenheit. Bei 21 Prozent untersuchter Bruten beteiligten sich drei, bei 6 Prozent vier Vögel an der Jungenaufzucht. Die Bruthelfer sind dabei oft noch nicht brütende Einjährige, aber auch sehr alte Vögel.

### Entwicklung der Jungvögel

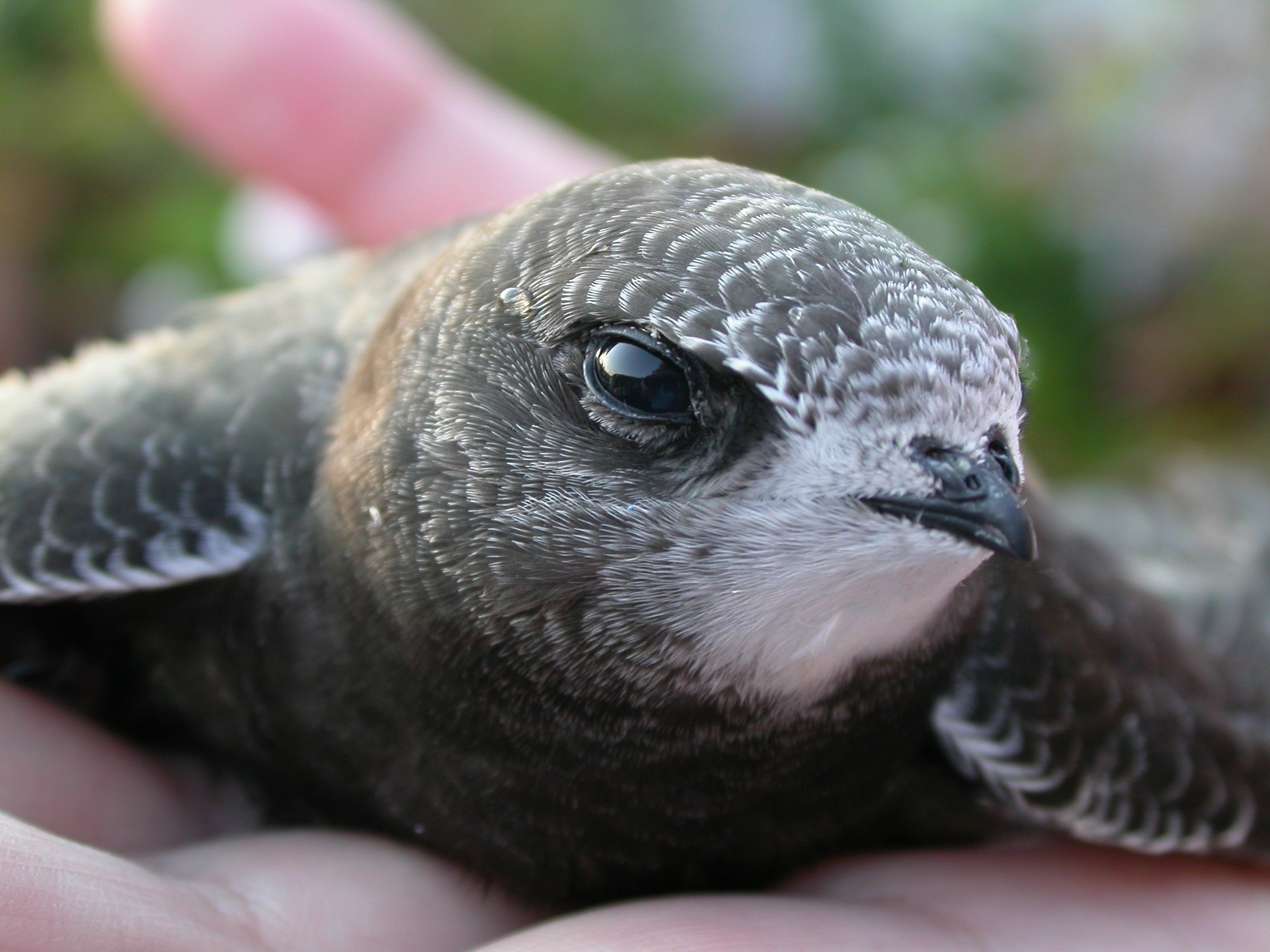
Jungvogel des Mauerseglers

Geschlüpfte Segler verbringen gegenüber vergleichbar großen anderen Vögeln relativ viel Zeit im Nest, bevor sie ausfliegen. Dieser Umstand wird darauf zurückgeführt, dass die ausfliegenden Vögel vollständig selbstständig sein müssen. Die Nestlingszeit innerhalb der Familie der Segler zeigt dabei keinen Zusammenhang zur Größe. Die längste bei Seglern bekannte Nestlingszeit ist die der Diademsegler (Cypseloides cherriei); die Jungen dieser Art verbringen zwischen 65 und 70 Tagen im Nest.
Die Altvögel sammeln die Nahrung im Kehlsack. Ein solcher mit Speichel verklebter Nahrungsballen wird hervorgewürgt und kann direkt an einen einzelnen Nestling verfüttert oder auch an mehrere verteilt werden. Sowohl Alt- als auch Jungvögel leisten ihren Beitrag, das Nest sauber zu halten. Von den Altvögeln werden Kotballen entweder gefressen oder hinausgetragen. Der Nachwuchs der Weißbürzelsalangane (Aerodramus spodiopygius) kotet bereits am ersten Tag nach dem Schlüpfen über dem Nestrand, die Nestlinge anderer Arten verhalten sich in ähnlicher Weise, allerdings erst, wenn sie etwas älter sind.
Auch die Nestlingszeit kann abhängig von den Wetterbedingungen deutlich variieren. Die Nestlinge der in Gebieten mit schwankendem Nahrungsangebot brütenden Arten können dabei am meisten Fett anlagern und bis zu einer Woche bei Nahrungsmangel überleben, wobei ihr Gewicht sich halbieren kann. Da Segler beim Ausfliegen sofort die vollständige Flugfähigkeit benötigen und Fettreserven bis zu diesem Zeitpunkt abzubauen sind, müssen gut genährte Nestlinge einiger Arten vor dem Ausfliegen von einem Extrem ins andere wechseln; und sie verfügen über ein erstaunliches Gespür, wann sie die Nahrungsaufnahme einstellen müssen, um zum passenden Zeitpunkt das optimale Fluggewicht zu haben.
Bei Nestlingen vieler Seglerarten wurden verschiedene auf das Fliegen vorbereitende Übungen beobachtet. Eine Übung erinnert an den Liegestütz: Dabei wird der Körper mit ausgestreckten, nach unten gerichteten Flügeln vom Untergrund abgehoben. Anfangs können die Jungvögel den Körper nur kurz in der angehobenen Position halten, später wesentlich länger und es wird vermutet, dass diese Übung auch der Bestimmung des Zeitpunkts des Ausfliegens dient.
Die ermittelten Ausfliegeraten, das heißt, das Verhältnis der Zahl der ausgeflogenen Vögel zur Zahl der geschlüpften, lagen zwischen 26 Prozent beim Palmensegler – dessen Nest vergleichsweise gut für Nesträuber zugänglich ist – und 96,1 Prozent beim Schornsteinsegler.

## Sonstiges Verhalten

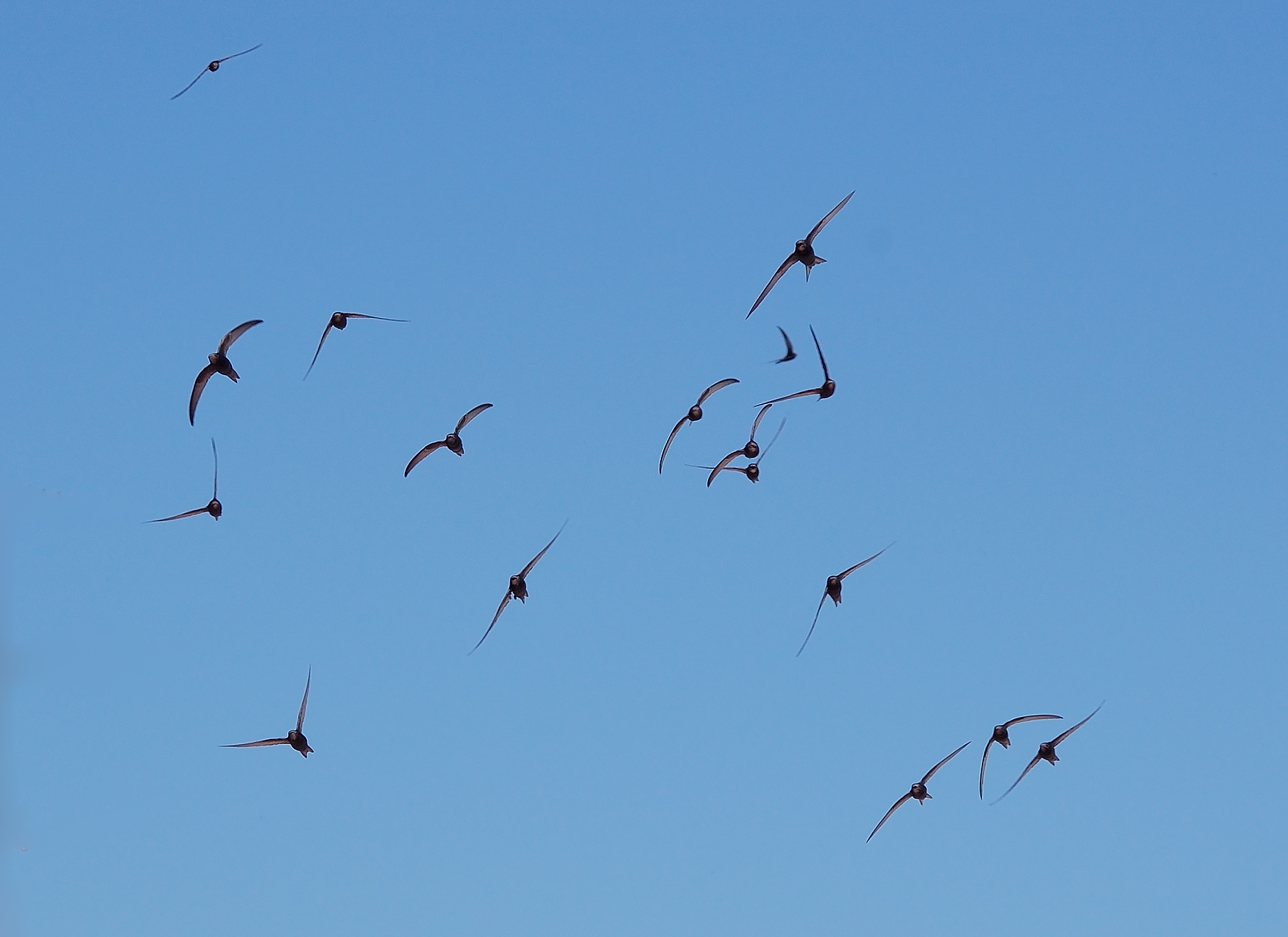
Mauerseglerschwarm

### Sozialverhalten
Fast alle Seglerarten sind sehr gesellig, sowohl beim gemeinschaftlichen Brüten als auch in der Luft. Die Bildung größerer Schwärme ermöglicht den Seglern eine lokale, kurzzeitige hohe Verfügbarkeit von Nahrung besser ausnutzen zu können. Oft werden auch gemischte Schwärme mit anderen Seglerarten und auch Schwalben gebildet. Obwohl Segler als schnelle Flieger nicht zur Hauptbeute von Greifvögeln gehören, ist der Schutz vor diesen eine weitere Funktion der Schwarmbildung. Kleinere Greifvögel werden dabei häufig von Seglern gemeinschaftlich gehasst.
Eine sehr auffällige Verhaltensweise der Segler, vor allem an warmen Sommerabenden, sind die sogenannten „screaming parties“. Diese vor allem bei Mauerseglern beobachteten Flugspiele dienen nicht der Nahrungsaufnahme und haben offensichtlich auch nichts mit der Balz zu tun. Die Vögel einer oder mehrerer Brutkolonien lassen sich dabei von den laut rufenden, vorbeifliegenden Artgenossen zum Mitmachen animieren. Auch Brutvögel beteiligen sich daran. Es wird vermutet, dass diese Flugspiele den Zusammenhalt der Gruppe fördern. Auch könnten sie der Vorbereitung des Wegzugs dienen, wobei der Zug nicht in so großen Gruppen erfolgt.

### Übernachtung und Ruhe
Die meisten Segler ruhen nachts, auch wenn in großen Brutkolonien einiger Arten die ganze Nacht hindurch ein Schwätzen zu vernehmen ist. Nicht ziehende Vögel schlafen das ganze Jahr über meist im oder in der Nähe des Nests.
Die vieldiskutierte Luftübernachtung der Segler ist nur für den Mauersegler definitiv erwiesen. Man geht aber davon aus, dass auch Fahl- und Alpensegler die Nacht manchmal in der Luft verbringen, da auch bei diesen eine außergewöhnlich effektive Sauerstoffaufnahme festgestellt wurde, die zu einer erhöhten Konzentration von Hämoglobin im Blut führt, wie sie nur bei Kolibris oder in Gebirgsregionen lebenden Vogelarten festzustellen ist. Die Vögel verbringen die Nacht dabei typischerweise in einer Höhe zwischen 1000 und 2000 Metern, aber auch Übernachtungen in bis zu 3000 Metern Höhe wurden beobachtet. Häufig findet die Luftübernachtung im Anschluss an die „screaming parties“ statt, hauptsächlich übernachten nicht brütende Einjährige in der Luft, aber auch Brutvögel. Auch ausfliegende Mauersegler verbringen ihre erste Nacht außerhalb des Nests bereits in der Luft.
Bei besonders kaltem Wetter haben Segler verschiedene Strategien, sich warm zu halten und Energieverluste zu mindern. Bei vielen Seglerarten wurden dicht gedrängte Vögel beobachtet, die sich traubenförmig an Wänden oder Bäumen festklammern, auch tagsüber. Dabei ist für viele Seglerarten nachgewiesen, dass sie dabei torpide werden können, also in eine Art Hungerschlaf fallen.

## Parasiten, Feinde und Lebenserwartung

### Parasiten

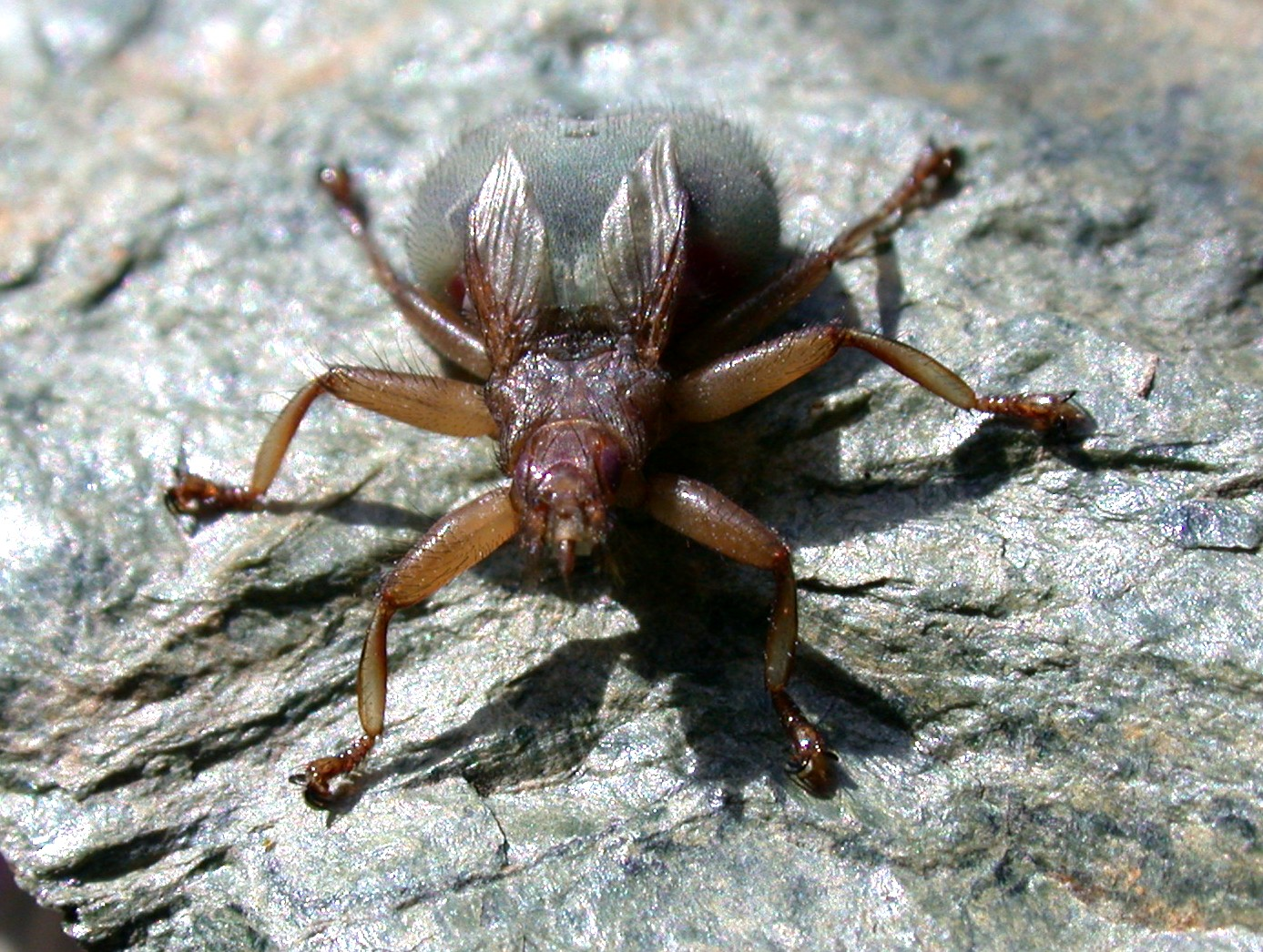
Mauerseglerlausfliege (Crataerina pallida)

Segler werden stark von Parasiten befallen, vor allem an den Nistplätzen. Dabei handelt es sich vor allem um Lausfliegen, Federlinge, Federmilben oder Zecken. Manche Arten dieser Parasiten sind dabei auf eine einzige Seglerart spezialisiert. Der Grund für die ungewöhnlich hohe Belastung durch Ektoparasiten könnte der unvollkommenen Gefiederpflege geschuldet sein, die aufgrund anatomischer Eigenschaften für die Segler schwierig ist. Einige dieser Ektoparasiten fungieren dabei auch als Vektoren verschiedener Endoparasiten, deren Befall die Vögel oft stärker beeinträchtigt.
Je mehr Nester auf engem Raum beieinander liegen, desto größer ist der Parasitenbefall. Bei einer Untersuchung in England wurden bei Mauerseglern die Zusammenhänge sehr differenziert untersucht und der Befall durch die Mauerseglerlausfliege und einen anderen Parasiten künstlich vergrößert. Es zeigte sich kein Zusammenhang zwischen der Intensität des Befalls und dem Bruterfolg. Dies wird darauf zurückgeführt, dass die Übertragung der Parasiten auf neue Brutkolonien über den Nachwuchs erfolgt – eine sogenannte vertikale Übertragung – und deshalb eine zu starke Beeinträchtigung des Wirts für den Parasit selbst nachteilig wäre. Dennoch kann die Belastung für einzelne Individuen lebensbedrohend sein, besonders bei erschöpften Vögeln auf oder nach dem Zug.

### Feinde

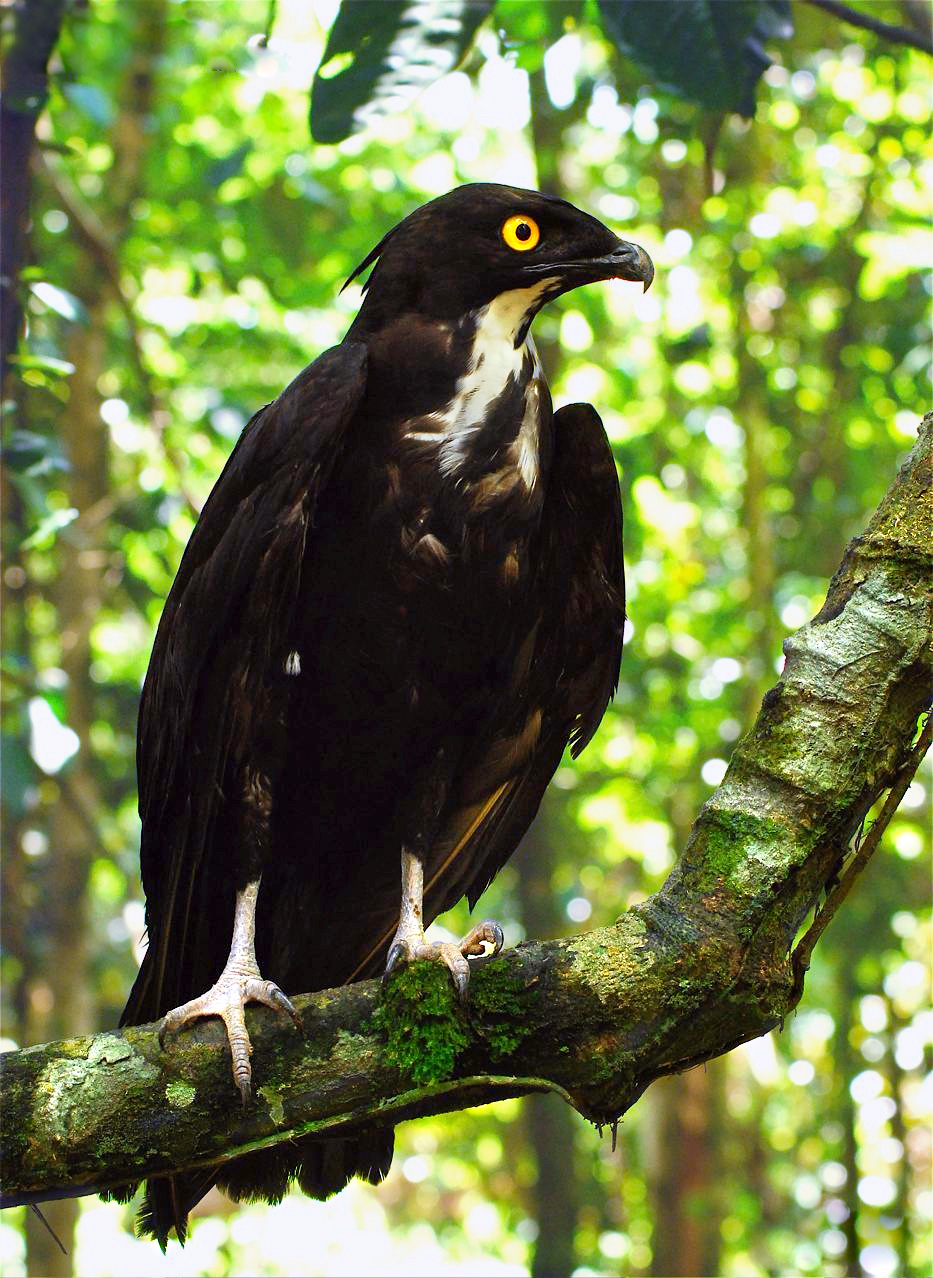
Der Fledermausadler (Macheiramphus alcinus) lauert auf Salanganen und Fledermäuse am Höhleneingang

Aufgrund ihrer luftgebundenen Lebensweise und ihrer Schnelligkeit haben Segler wenige natürliche Feinde. Dennoch gibt es einige Greifvogel- und Eulenarten, die gelegentlich oder auch häufiger Segler erbeuten; besonders zu nennen sind dabei der Eleonorenfalke und andere größere Falkenarten. Der Fledermausadler stellt eine Bedrohung für einige Salanganenarten dar, denen er am Eingang ihrer Höhle auflauert.
Die Bevorzugung geschützter hoch über dem Boden liegender Nistplätze macht es insbesondere am Boden lebenden Nesträubern nicht leicht, so dass beispielsweise Ratten oder Schlangen kaum zum Zuge kommen. Eine Ausnahme ist das Nest des Palmenseglers (Cypsiurus parvus), das vergleichsweise zugänglich ist – sowohl Eier als auch Nestlinge und Altvögel werden am Nistplatz von verschiedenen Vogelarten erbeutet. In den ausgedehnten Höhlen im Norden Borneos hat sich eine Insektenart darauf spezialisiert, die Eier und Nestlinge der dort nistenden Salanganen zu fressen, und zwar die flügellose Höhlenschrecke Rhaphidophora oophaga.

### Lebenserwartung
Segler haben geringe Sterberaten, für den Mauersegler wurde eine jährliche Überlebensrate von 81 bis 85 Prozent ermittelt, beim Schornsteinsegler waren es 71 bis 81 Prozent. Wenn man in Betracht zieht, dass diese Arten jährlich auf dem Zug weite Strecken zurücklegen und zweimal den Äquator überqueren, sind diese Raten erstaunlich hoch. Bei allen Untersuchungen haben die Vögel im ersten Lebensjahr die höchsten Sterberaten, beim Mauersegler wurden 29 Prozent ermittelt, beim Fahlsegler 67 Prozent. Das ermittelte Höchstalter beringter Segler betrug 26 Jahre beim Alpensegler, 21 Jahre beim Mauersegler und 14 Jahre beim Schornsteinsegler.

## Systematik und Evolution
Der wissenschaftliche Name der Familie leitet sich ab von der Gattung Apus (altgriechisch ἄπους ápous hier im Sinne von „die Füße nicht gebrauchend, schlecht zu Fuß“). Aristoteles verwendete den Begriff in seinen Historia animalium; dort erwähnt er in 9,30 „die [Vögel] mit verkümmerten Füßen, von denen sich einige kypselous nennen, insofern sie den Schwalben ähnlich sind […].“ Apus ist die Typgattung der Unterfamilie Apodinae, die wiederum Nominatform der Familie ist.

### Externe Systematik
Die Schwestergruppe der Segler bilden die Baumsegler (Hemiprocnidae). Die vier Arten dieser kleinen Familie sind mit keiner Seglerart zu verwechseln, sie haben im Gegensatz zu Seglern buntes Gefieder und die Anatomie ihrer Beine und Füße ermöglicht ihnen das Sitzen auf Ästen und Zweigen. Auch die Kolibris (Trochilidae) sind nahe mit den Seglern verwandt, die größte Gemeinsamkeit besteht im Bau des Flügels mit sehr kurzem Ober- und Unterarm und langer Hand.
Baumsegler, Segler und Kolibris, die zur Ordnung der Seglervögel (Apodiformes) zusammengefasst wurden, bilden ein Monophylum, besitzen also eine gemeinsame Stammform und umfassen alle Untergruppen, die sich von dieser Stammform herleiten. Allerdings machte die so festgelegte Ordnung die Schwalmartigen (Caprimulgiformes) paraphyletisch, wie phylogenetische Untersuchungen zeigten, da die Höhlenschwalme (Aegothelidae) eine Schwestergruppe der bisher als Seglervögel bezeichneten Gruppe bilden, aber zu den Schwalmartigen gezählt wurden. Als Lösung dieses Dilemmas wurden die Seglervögel oft den Schwalmartigen untergeordnet.
2005 wurde vorgeschlagen, für die sich aus den bisherigen Seglervögeln und den Höhlenschwalmen ergebende Klade die Bezeichnung „Daedalornithes“ einzuführen.
Neuerdings werden die Höhlenschwalme nun auch einfach zu den Seglervögeln gestellt.
Die sich daraus ergebenden verwandtschaftlichen Beziehungen verdeutlicht folgendes Kladogramm:
|  | Kolibris (Trochilidae)                                                           |
|  |                                                                                  |
|  | \| \| Segler (Apodidae) \| \| \| \| \| \| Baumsegler (Hemiprocnidae) \| \| \| \| |
|  |                                                                                  |
|  | Segler (Apodidae)                                                                |
|  |                                                                                  |
|  | Baumsegler (Hemiprocnidae)                                                       |
|  |                                                                                  |

|  | Segler (Apodidae)          |
|  |                            |
|  | Baumsegler (Hemiprocnidae) |
|  |                            |

|  | Kolibris (Trochilidae)                                                           |
|  |                                                                                  |
|  | \| \| Segler (Apodidae) \| \| \| \| \| \| Baumsegler (Hemiprocnidae) \| \| \| \| |
|  |                                                                                  |
|  | Segler (Apodidae)                                                                |
|  |                                                                                  |
|  | Baumsegler (Hemiprocnidae)                                                       |
|  |                                                                                  |

|  | Segler (Apodidae)          |
|  |                            |
|  | Baumsegler (Hemiprocnidae) |
|  |                            |

|  | Kolibris (Trochilidae)                                                           |
|  |                                                                                  |
|  | \| \| Segler (Apodidae) \| \| \| \| \| \| Baumsegler (Hemiprocnidae) \| \| \| \| |
|  |                                                                                  |
|  | Segler (Apodidae)                                                                |
|  |                                                                                  |
|  | Baumsegler (Hemiprocnidae)                                                       |
|  |                                                                                  |

|  | Segler (Apodidae)          |
|  |                            |
|  | Baumsegler (Hemiprocnidae) |
|  |                            |

|  | Kolibris (Trochilidae)                                                           |
|  |                                                                                  |
|  | \| \| Segler (Apodidae) \| \| \| \| \| \| Baumsegler (Hemiprocnidae) \| \| \| \| |
|  |                                                                                  |
|  | Segler (Apodidae)                                                                |
|  |                                                                                  |
|  | Baumsegler (Hemiprocnidae)                                                       |
|  |                                                                                  |

|  | Segler (Apodidae)          |
|  |                            |
|  | Baumsegler (Hemiprocnidae) |
|  |                            |

### Interne Systematik
Die Familie der Segler (Apodidae) wird in die Unterfamilien Cypseloidinae und Apodinae unterteilt. Die Unterfamilie Cypseloidinae besteht dabei aus zwei rein amerikanischen Gattungen, während die andere Unterfamilie fast weltweit verbreitet ist und nur in den hohen Breiten fehlt. Die größere Unterfamilie Apodinae wird zudem durch drei Tribus unterteilt. Manche Autoren sehen dabei eine dieser Tribus, die Stachelschwanzsegler (Chaturini), auch als dritte Unterfamilie.
Die Vertreter der Unterfamilie Cypseloidinae gelten als die entwicklungsgeschichtlich ursprünglichsten heute noch lebenden Segler. Begründet wird dieser Standpunkt unter anderem mit dem Vorhandensein von zwei Halsschlagadern und der fehlenden Speichelnutzung beim Nestbau bei diesen Arten. Bei den drei Tribus der Unterfamilie Apodinae werden die Salanganen (Collocaliini) als ursprüngliche Form angesehen und die Stachelschwanzsegler (Chaturini) aufgrund ihrer Schwanzdornen und spezialisierteren Nistplätze als Weiterentwicklung. Als modernste Form gelten die typischen Segler (Apodini) mit ihrer pamprodactylen Zehenanordnung und den aufwändigeren Nestern.
Die in dieser Familie häufig schwierige Abgrenzung von Gattungen und Arten wird bei den Salanganen am deutlichsten. Ursprünglich wurden alle Salanganen einer einzigen Gattung zugeordnet, der Gattung Collocalia. In der Folgezeit wurden Aufteilungen auf mehrere Gattungen diskutiert, und die Arten wurden basierend auf äußerlichen Merkmalen und Unterschieden in der Brutbiologie mehrfach umsortiert, bis 1970 eine von R. K. Brooke vorgenommene Aufteilung der Salanganen auf drei Gattungen verhältnismäßig breite Anerkennung fand. Ein wesentliches Kriterium war dabei die Fähigkeit zur Echoortung. Arten, die über diese Fähigkeit verfügen, wurden der Gattung Aerodramus zugeordnet.
Auch diese Aufteilung wurde und wird, obwohl von
molekulargenetischen Untersuchungen bestätigt, von einigen Autoren nicht anerkannt.
Insbesondere seitdem festgestellt wurde, dass die aufgrund ihres glänzenden Gefieders zur Gattung Collocalia zählende Zwergsalangane (C. troglodytes) ebenfalls über die Fähigkeit zur Echolokation verfügt, ist die Gattungsaufteilung wieder umstritten.

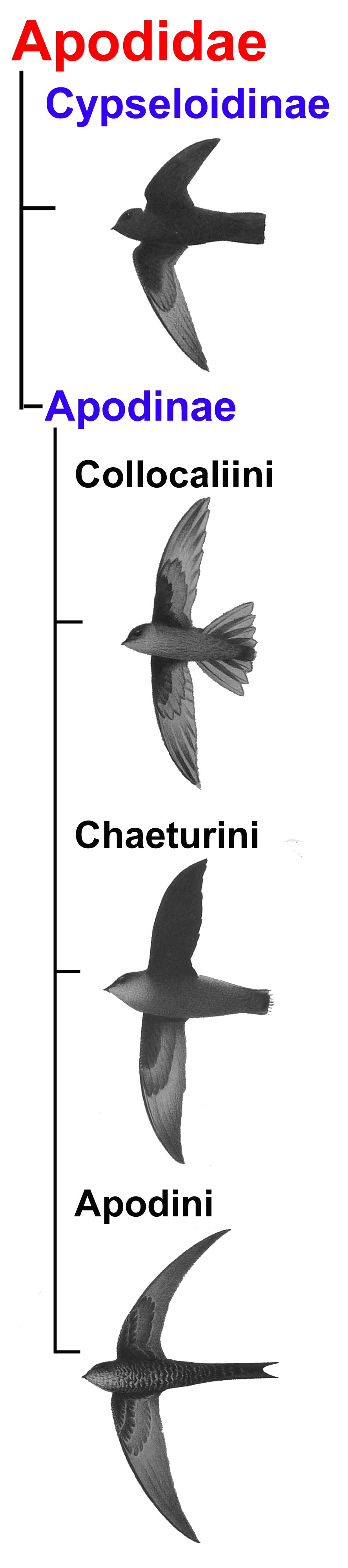

Zu den Seglern gehören folgende Gattungen:
- Unterfamilie: Cypseloidinae
  - Gattung: Cypseloides mit 8 Arten
  - Gattung: Streptoprocne mit 5 Arten
- Unterfamilie: Apodinae
  - Tribus: Salanganen (Collocaliini)
    - Gattung: Collocalia mit 3 Arten
    - Gattung: Aerodramus mit 22 Arten, darunter Weiß- und Schwarznestsalangane (A. fuciphagus und A. maximus)
    - Gattung: Hydrochous mit einziger Art Riesensalangane (H. gigas)
    - Gattung: Schoutedenapus mit 2 Arten

  - Tribus: Stachelschwanzsegler (Chaeturini)
    - Gattung: Mearnsia mit 2 Arten
    - Gattung: Zoonavena mit 3 Arten
    - Gattung: Telacanthura mit 2 Arten
    - Gattung: Rhaphidura mit 2 Arten
    - Gattung: Neafrapus mit 2 Arten
    - Gattung: Hirundapus mit 4 Arten, darunter Stachelschwanzsegler (H. caudacutus)
    - Gattung: Chaetura mit 9 Arten, darunter Schornsteinsegler (C. pelagica)

  - Tribus: Typische Segler (Apodini)
    - Gattung: Aeronautes mit 3 Arten
    - Gattung: Tachornis mit 3 Arten
    - Gattung: Panyptila mit 2 Arten
    - Gattung: Cypsiurus mit 2 Arten, darunter Palmensegler (C. parvus)
    - Gattung: Tachymarptis mit 2 Arten, darunter Alpensegler (T. melba)
    - Gattung: Apus mit 15 Arten, darunter Mauersegler (A. apus) und Fahlsegler (A. pallidus)

### Fossile Segler
Ein sehr bekanntes Fossil eines seglerähnlichen Vogels stammt aus dem Londoner Becken  und wird auf das frühe Eozän datiert. Die Art wurde Primapus lacki getauft, zu Ehren David Lacks, eines englischen Ornithologen, der sich ausführlich den Seglern widmete. Das nur durch einen Oberarmknochen bekannte Fossil legt nahe, dass die seglerähnlichen Vögel zur damaligen Zeit viel kleiner waren als heutige Segler.
Das früheste bekannte Fossil, das der Stammgruppe der Segler zugerechnet wird, ist der in Dänemark gefundene Scaniacypselus wardi. Das Fossil wird ebenfalls auf das frühe Eozän datiert. Auch der ausgestorbenen Gattung Scaniacypselus zugerechnet wird Scaniacypselus szarski, von dem mehrere Skelette in der Grube Messel gefunden wurden, die auf das mittlere Eozän datiert werden. Die Proportionen der Flügelknochen mit verkürztem Ober- und Unterarm entsprechen schon stark den heutigen Seglern. Bei einigen Exemplaren sind die Federn sehr gut erhalten und geben einen anschaulichen Eindruck des Aussehens dieser Vögel.
Im Australischen Riversleigh-Gebiet wurde ein der Salanganengattung Collocalia zugerechnetes Fossil gefunden (C. buday). Dieser aus verschiedenen Flügelknochen bestehende Fossilfund stammt aus dem späten Oligozän oder dem frühen Miozän und wäre der Kronengruppe der heutigen Segler zuzurechnen, wenn die Zuordnung zu den Salanganen ihre Richtigkeit hat.

## Segler und Mensch
Oft bleiben die in der überlieferten historischen Literatur möglicherweise vorhandenen Anspielungen auf die Segler verborgen, da umgangssprachlich nicht so genau zwischen Schwalben und Seglern unterschieden wird. Ein Beispiel findet sich im Buch Jeremia des Alten Testaments (Jer 8,7 ), wo der Zug verschiedener Vögel und vermutlich des Seglers erwähnt wird. In den meisten Bibelübersetzungen wurde daraus eine Schwalbe, obwohl das im Hebräischen verwendete Wort (‚sīs‘) heute im Arabischen für Segler verwendet wird.

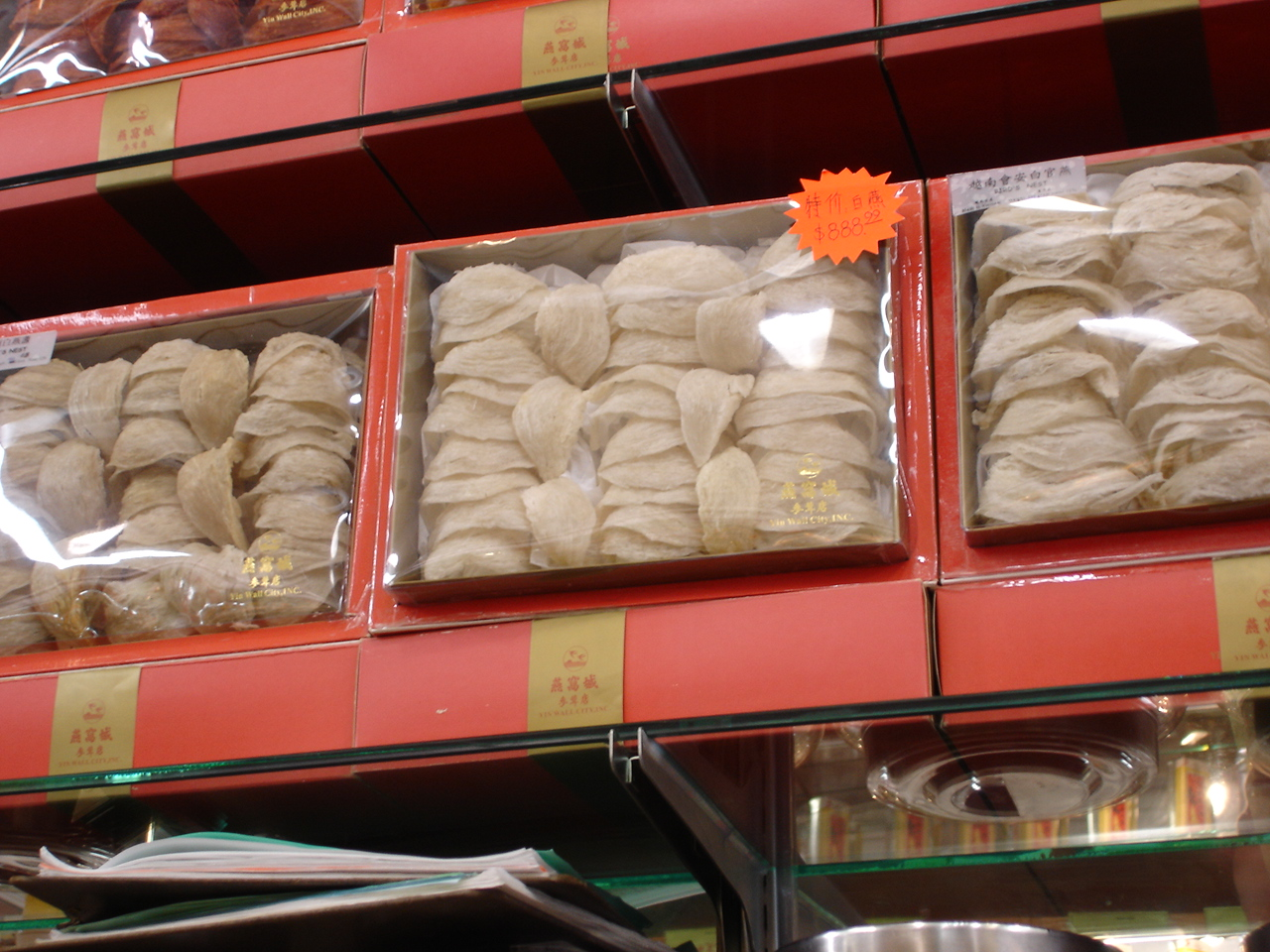
Angebotene „Schwalbennester“ in der Chinatown von Chicago

Ähnlich verhält es sich mit der „Schwalbennestersuppe“, einer Delikatesse der Chinesischen Küche, da hierbei die Nester von in Südostasien brütenden Salanganen – also Seglern – verwendet werden. Diese Tradition reicht mindestens bis in die späte Ming-Dynastie zurück. Einige gehen von einer wesentlich längeren Tradition aus und erkennen bereits 700 v. Chr. Anzeichen eines Handels mit Salanganennestern in Sarawak.

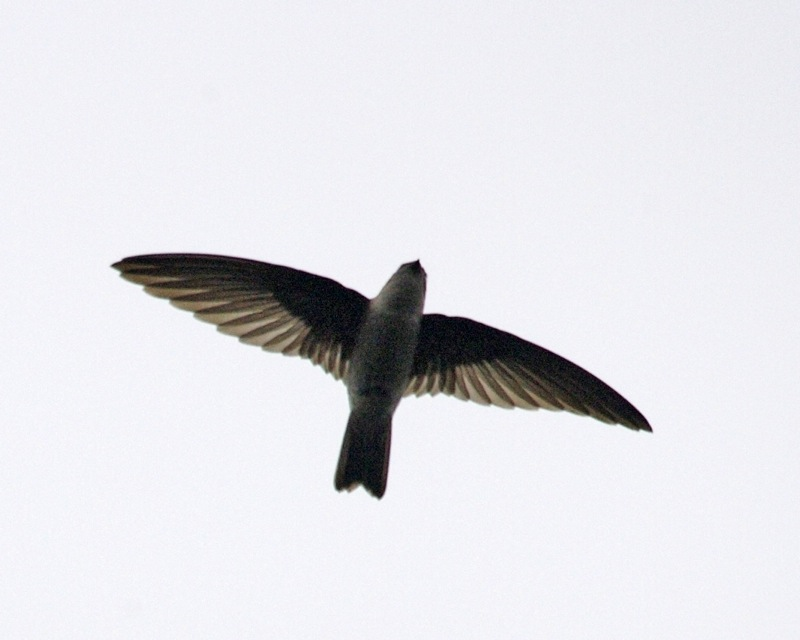
Weißnestsalangane (Aerodramus fuciphagus)

Hauptsächlich werden die Nester der Weißnestsalangane (Aerodramus fuciphagus) und der Schwarznestsalangane (Aerodramus maximus) verwendet. Die der Weißnestsalangane bestehen ausschließlich aus Speichel, die der Schwarznestsalangane enthalten zu etwa 10 Prozent andere Bestandteile, hauptsächlich Federn. Diese Nester bestehen zu 50 bis 60 Prozent aus Proteinen; die Liste der ihnen nachgesagten gesundheitsfördernden Wirkungen ist lang, in jedem Fall sollen sie eine belebende Wirkung haben. Weitere Beispiele sind die Stärkung des Immunsystems, die Heilung von exzessivem Phlegma sowie von Tuberkulose oder die Steigerung der Libido. In verschiedenen wissenschaftlichen Untersuchungen wurden mögliche Wirkungen dargelegt, allerdings ist die praktische Bedeutung dieser Untersuchungen fraglich, da vielfach nicht berücksichtigt wurde, dass die Nester vor dem Verzehr lange gekocht werden, was die chemische Zusammensetzung ändert. Der Verkaufspreis solcher Nester lag 2003 in Hongkong – dem hauptsächlichen Handelsplatz dieser Nester – bei ungefähr 5000 Euro pro Kilogramm. Die deutliche Zunahme des Handels in den letzten Jahren macht Schutzmaßnahmen für die betroffenen Arten erforderlich.

## Status und Schutz
Die Auswirkungen der menschlichen Zivilisation für die Segler sind ambivalent: Einerseits werden Lebensräume zerstört und vor allem durch den Einsatz von Insektiziden die Nahrungsgrundlagen beeinträchtigt, auf der anderen Seite hat die Nutzung vom Menschen geschaffener Nistplätze vielen Seglern das Vordringen in neue Lebensräume ermöglicht. Einige Seglerarten nutzen mittlerweile nahezu ausschließlich Nistplätze in der Nähe des Menschen. Allerdings macht sich der seit Mitte des 20. Jahrhunderts vorherrschende Baustil negativ bemerkbar; heutige Gebäude und modernisierte Fassaden bieten weit weniger als Brutplätze geeignete Nischen als ältere Gebäude. Mehrere Initiativen in verschiedenen Ländern widmen sich diesem Problem und machen Bauherren auf mögliche Maßnahmen aufmerksam, die zu einer seglerfreundlicheren Bauweise führen.

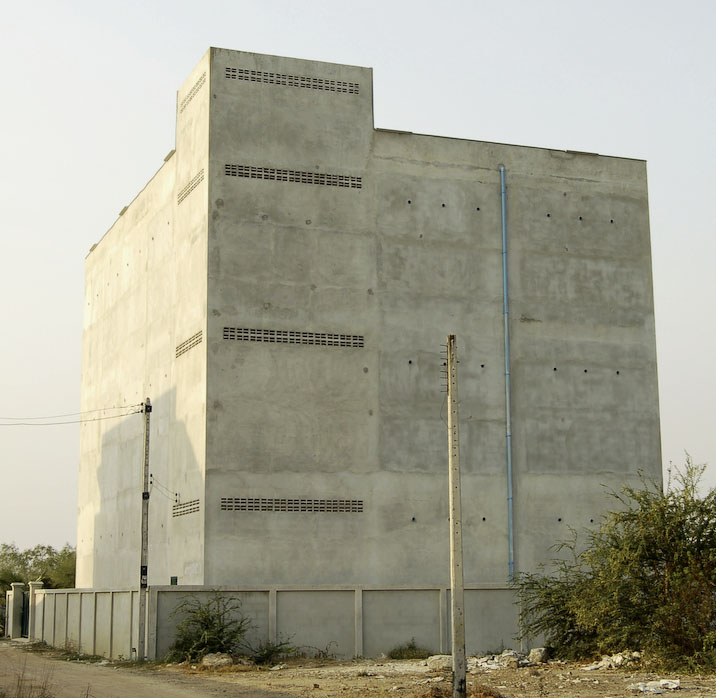
Zuchtbetrieb zur Produktion der Salanganennester in Thailand

Die lukrative Verwertung der Nester verschiedener Salanganenarten für die Schwalbennestersuppe hat zu dramatischen Bestandseinbrüchen bei den betroffenen Arten geführt. Beispielsweise hat der Bestand der Schwarznestsalangane in den Niah-Höhlen im malaysischen Bundesstaat Sarawak von über 2 Millionen im Jahr 1931 auf noch etwa 300.000 im Jahr 1999 abgenommen. Mittlerweile stehen diese Arten und auch die Nester in den meisten Ländern Südostasiens unter Schutz, teilweise allerdings nur in den Nationalparks. Vor allem in Indonesien, Thailand und auch im Westen Malaysias läuft die Produktion kulinarisch verwerteter Nester erfolgreich auch in speziellen Zuchtbetrieben, die Salanganen in speziellen Gebäuden ansiedeln.
Von den über 90 Seglerarten sind fünf auf der Vorwarnliste und weitere fünf werden von der IUCN als gefährdet eingestuft: Der Glanzrückensegler (Apus acuticauda), die Seychellensalangane (Aerodramus elaphrus), die Polynesiensalangane (Aerodramus leucophaeus), die Atiusalangane (Aerodramus sawtelli) und der Schoutedensegler (Schoutedenapus schoutedeni).